# Charles Burnell
Charles Desborough Burnell (Beckenham, 13 gennaio 1876 – Blewbury, 3 ottobre 1969) è stato un canottiere britannico.
Padre di Dickie Burnell, medaglia d'oro olimpica nel canottaggio alle Olimpiadi 1948 di Londra.
Ha vinto la medaglia d'oro olimpica nel canottaggio alle Olimpiadi 1908 tenutesi a Londra, nella gara di Otto maschile con Albert Gladstone, Frederick Septimus Kelly, Guy Nickalls, Banner Johnstone, Ronald Sanderson, Raymond Etherington-Smith, Henry Bucknall e Gilchrist Maclagan.